# Deposito locomotive di Modica
Il deposito locomotive di Modica era un'infrastruttura di servizio ferroviario per la sosta, la manutenzione ed il rifornimento delle locomotive ed automotrici delle Ferrovie dello Stato, non più operativa.

## Storia
Alla fine del 1893 con l'apertura al traffico della tratta intermedia tra Modica e Comiso della ferrovia Siracusa-Gela-Canicattì si delineò la necessità di avere un impianto di rimessa locomotive intermedio prima dell'inizio della difficile tratta in ascesa, fino a Ragusa, con pendenze prossime al 30 per mille e percorso elicoidale; le locomotive fino ad allora erano state fornite dal deposito locomotive di Catania. Occorreva, oltre che per la trazione dei treni, per poter disporre di locomotive di spinta in coda o di rinforzo in testa per i treni merci e quelli viaggiatori più pesanti. Venne quindi costruita, dalla Società per le Strade Ferrate della Sicilia, una rimessa locomotive nel piccolo spazio a disposizione adiacente alla stazione di Modica; l'impianto si componeva di una doppia rimessa coperta con fosse da visita. In seguito, adiacente a essa venne realizzata, sul lato est, la costruzione comprendente le officine di manutenzione e gli uffici del Capo Deposito e amministrativi.
Per ragioni di spazio la piattaforma girevole da 18,5 m, in grado di girare anche le locomotive più lunghe, venne realizzata sul lato opposto a sud. Il quarto binario della Stazione di Modica venne adibito all'uso del deposito e collegato da ambedue i lati per mezzo di scambi al terzo binario della stazione. La colonna idraulica di rifornimento era posta al centro tra le due sezioni, a due binari di ricovero, della rimessa coperta.
Con l'entrata in servizio delle locomotive diesel D.343 sulla rete siciliana l'importanza dell'impianto venne pian piano a diminuire. Serviva soprattutto da ricovero e per il rifornimento di gasolio dei locomotori e delle automotrici 668 in sosta di servizio.
Fino agli anni ottanta il deposito di Modica rimase dotato di tre locomotive a vapore del gruppo 740 di cui tuttavia solo la 740.244 tenuta in efficienza ed in grado di marciare.
Fino alla sua soppressione, alla fine degli anni ottanta, deteneva il primato di deposito locomotive più meridionale d'Europa.

## Locomotive in dotazione
In origine:
- locomotive Gr. 410[6],

sostituite in seguito da:
- locomotive Gr.740, nella fattispecie, la 072, 121, 244, 335, 394 e la 451[7].

Il deposito locomotive di Modica, fungeva anche da sede per i carri soccorso di 2ª categoria, la cui sfera di azione era tra la stazione di Pozzallo e quella di Gela.